# Aeroportul Sao Miguel Do Araguaia
Aeroportul Sao Miguel Do Araguaia (IATA: SQM, ICAO: SWUA) este un aeroport din Goiás, Brazilia ce deservește zona São Miguel do Araguaia. Aeroportul a fost tranzitat în 2014 de 0 pasageri.
Situat la o altitudine de 384 m, aeroportul dispune de 1 pistă.

## Infrastructură

### Piste
Aeroportul dispune de o singură pistă. Pista 8/26 are suprafața de asfalt și dimensiunile 1.500 m × 30 m. 